# 노르웨이 공주 잉리드 알렉산드라
잉리드 알렉산드라(노르웨이어: Ingrid Alexandra, 2004년 1월 21일 ~ )는 글뤽스부르크가 출신의 노르웨이 공주로서 노르웨이 왕세자 호콘과 노르웨이 왕세자빈 메테마리트의 장녀이다. 노르웨이 왕위 계승 순위 서열 2위이다. 2016년 동계 청소년 올림픽 성화 주자 경력이 있다. 